# 乔潘
乔潘（Chopan），是印度北方邦Sonbhadra县的一个城镇。总人口12131（2001年）。

## 人口
该地2001年总人口12131人，其中男性6678人，女性5453人；0—6岁人口1749人，其中男900人，女849人；识字率69.00%，其中男性为76.92%，女性为59.29%。